# 曼特卡 (加利福尼亚州)
曼特卡（英語：Manteca），是美国加利福尼亚州圣华金县下属的一座城市。建市于1918年6月5日，面积大约为17.73平方英里（45.9平方公里）。根据2010年美国人口普查，该市有人口67,096人。